# 삼준산
삼준산 (三峻山)은 충청남도 서산시와 홍성군에 걸쳐 있는 산이다. 서산시에서는 고북면, 홍성군에서는 갈산면에 해당되며 이 산을 따라 서산시와 홍성군이 남북으로 나뉜다. 높이는 해발 489.9m에 달한다. 삼준산 정상은 기암괴석 봉우리로 이루어져 있으며, 평야에 위치해 있어 정상에 서면 확 트인 전망 속에 서해 바다와 평야가 펼쳐진 풍광을 감상할 수 있다.
서산시의 남쪽을 차지하는 수덕산은 해미면 대곡리에 이르러 두 갈래로 나누어지는데, 하나는 가야산으로 이어지고 다른 한 가지는 남으로 달려 고북면 장요리에서 일어나서 삼준산이 된다. 삼준산 정상에는 삼준사 (三峻寺)라는 이름의 옛 절터가 있는데 파괴된 지 오래되었다.
삼준산에서부터 다시 두 갈래로 분기하여 하나는 장요리의 연암산 (燕岩山, 해발 440m)이 되는데, 연암산 정상에는 천장사 (天藏寺)가 있다. 다른 하나는 대사리의 봉화산 (熢火山, 해발 228m)이 된다. 봉화산은 서산시 고북면과 홍성군 갈산면에 접해 있으며 고려 때 고구현 (高邱縣)에 속했다. 옛 성터가 남아 있으며, 고려 말부터 봉수를 올려 신호하던 봉수대가 있었던 곳이다.

## 참고 문헌
- 《서산시지 제1권 - 서산의 지리》. 서산시. 1998. 35-36쪽. 2017년 11월 10일에 확인함.[깨진 링크(과거 내용 찾기)]